# 反德西特空間

嵌於平直(1 + 2)維空間中的(1 + 1)維反德西特空間。

數學與物理學中，一個n維反德西特空間（英語：Anti-de Sitter space），標作AdSn為一最大對稱的勞侖茲流形，具有負常數的純量曲率。其為雙曲空間的勞侖茲類比，一如閔考斯基空間與德西特空間分別為歐幾里得空間與橢圓空間的類比。
反德西特空間最知名的應用是在AdS/CFT對偶。「德西特」是以威廉·德西特（1872–1934）為名，他與阿爾伯特·愛因斯坦於1920年代一同研究宇宙中的時空結構。
以廣義相對論的語言來說，反德西特空間為愛因斯坦場方程式的最大對稱真空解，其帶有負的（吸引性）的宇宙常數{\displaystyle \Lambda }，對應到負的真空能量密度與正壓力。
數學中，反德西特空間有時更廣義地定義為一個具有任意度規標記(p, q)的空間。物理學的情形中，一維類時維度才有意義。由於標記習慣的不同，可寫作(n−1, 1)或(1, n−1)。

## 非技術性的闡釋

### 相關技術名詞解釋

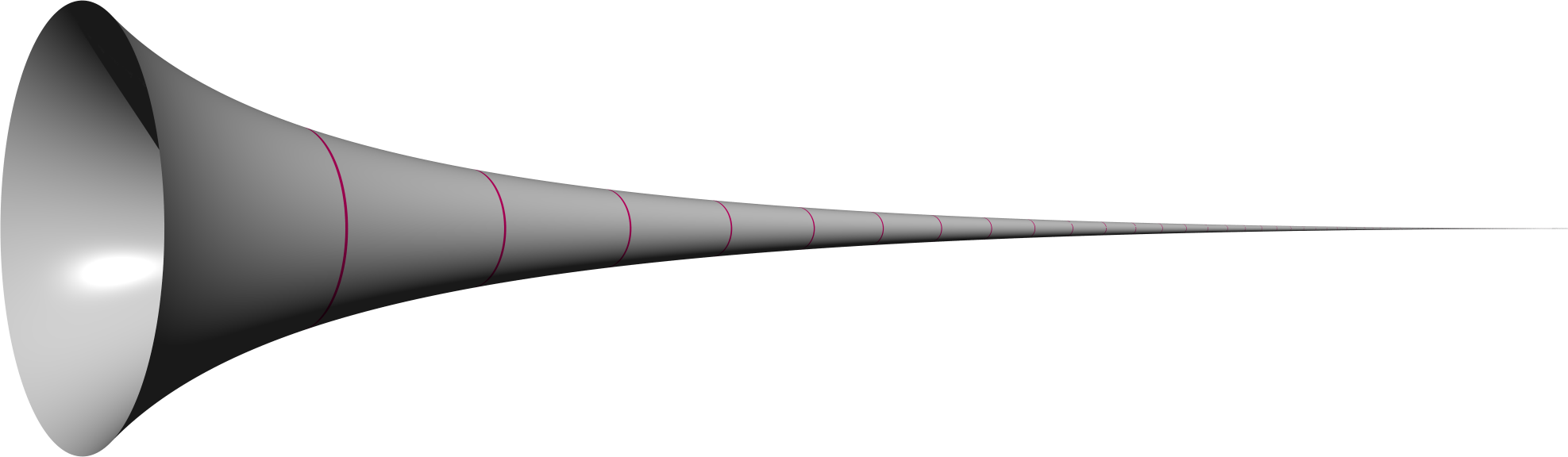
托里拆利小號

- 最大對稱勞侖茲流形：類似於廣義相對論的時空，其中時間與空間在各方向都是數學上等價。
- 常數純量曲率：類似於廣義相對論中重力造成時空彎曲，而在此情形下無物質或能量，曲率在時空中各處皆為單一數值。
- 負曲率：類似雙曲空間的彎曲方式，形似托里拆利小號或馬鞍面；與球面的正曲率情形相反。負曲率對應到吸引力，而正曲率對應到排斥力。
- 量子場論：描述基本作用力（比如電磁力、弱作用力、強作用力）的量子理論。
- AdS/CFT對偶：由胡安·馬爾達西那於1997年提出，闡述了四維時空中以量子場論描述的作用力可用弦論來描述，而弦處在多一維度的反德西特空間中。此對偶關係的重要性在於其陳述了量子場論可以用幾何方式表示，有別於以往的陳述方式。
- 共形場論：具有純量不變性的量子場論。

### 廣義相對論的時空
廣義相對論是描述時間、空間與重力之間關係的理論，其中重力是時空因物質或能量存在而彎曲的表現。質量與能量是等價，兩者關係式為
　{\displaystyle E=mc^{2}}，
其中c為真空中光速。而時間與空間也是等價的，透過c可使兩者單位一致。
廣義相對論的效果常用一個類比方式來說明：一張彈性墊因為上面的重物而凹陷，經過重物附近的小球的行進路徑因此受到影響，發生了路徑的偏折。這樣的效果在牛頓力學中視為一種「吸引力」。而「吸引力」是物體造成時空負曲率的表現；在彈性墊的例子，負曲率即類似於托里拆利小號形狀的凹陷。廣義相對論的特色也在於其將重力描述時空的彎曲，而非傳統對力的描述（例如：電磁力）。
彈性墊的例子描述了二維空間因重力發生彎曲，背景為一個三維超空間，而第三維度對應到重力的影響。現實生活中則可類比地想作四維時空因重力發生彎曲，背景為五維超空間，而第五維度對應到重力與相關效應的影響。
較為大眾所熟悉的牛頓萬有引力定律
{\displaystyle \textstyle F=G{\frac {m_{1}m_{2}}{r^{2}}}\ }
所描述的兩物體因具有質量而彼此吸引，僅是廣義相對論中重力效應的近似，在極端情形下則會失去預測精準度。兩者其中之一差異在於廣義相對論中，時空一同彎曲，而非僅只空間彎曲。平常情形下，時間的彎曲程度太小，以至於儀器無法區分牛頓重力理論與廣義相對論的差別。

### 德西特空間與廣義相對論時空的差別
正常的德西特空間與廣義相對論時空最基礎的差義在於：即使沒有物質或能量存在，德西特空間仍有一些些的彎曲。如此內生性的時空曲率可與宇宙常數以及暗能量的概念相連結。
類似於之前的例子，關於德西特空間一個常用的類比為：彈性墊置於一球面上而發生些微的彎曲，因為球面極大而此曲率很小。空的德西特空間帶有些微排斥力，物質間的萬有引力與此排斥力相抵抗。正常德西特空間對應到正的宇宙常數，與目前天文學觀測相符，而宇宙常數的值與德西特空間的曲率等價。從另個角度來看，德西特空間的「自身能量」造成了宇宙加速膨脹。

### 正、反德西特空間的差別
反德西特空間與正常的德西特空間相異，在不存在物質或能量的情形下，時空曲率是呈現雙曲形式的。
運用上面的類比例子：想像一塊彈性墊置放於鞍面上而產生彎曲，因為這個鞍面極大所以彎曲程度極小。如此對應到負值宇宙常數，目前在現實生活中尚未觀測到此現象。反德西特空間的效果是宇宙會加速塌縮。
一如正常德西特空間，反德西特空間的曲率與宇宙常數等價，儘管數值上兩者分別為一正一負。

## 拓展阅读
- New Math Proves That a Special Kind of Space-Time Is Unstable（页面存档备份，存于）. Quantamagazine